# Reumert (Theaterpreis)
Der Reumert (Original: Årets Reumert) ist der nationale Theaterpreis Dänemarks. Die Auszeichnung ist nach dem bekannten dänischen Schauspieler Poul Reumert (1883–1968) benannt und wird jährlich für herausragende Leistungen dänischer Künstler in 16 Kategorien und zusätzlich an 10 Talente verliehen. Er wurde 1998 vom Bikubenfonden, einem von dänischen Banken finanzierten Fond zur Förderung von Kultur und Kunst, gestiftet.

## Preisträger
| Kategorie                       | Originalbezeichnung           | verliehen seit |
| ------------------------------- | ----------------------------- | -------------- |
| Bikubens Ehrenpreis             | Bikubens Hæderspris           | 1998           |
| Beste Vorstellung               | Årets Forestilling            | 1999           |
| Bester Hauptdarsteller          | Årets Mandlige Hovedrolle     | 1999           |
| Beste Hauptdarstellerin         | Årets Kvindelige Hovedrolle   | 1999           |
| Bester Nebendarsteller          | Årets Mandlige Birolle        | 1999           |
| Beste Nebendarstellerin         | Årets Kvindelige Birolle      | 1999           |
| Bester Sänger                   | Årets Sanger                  | 2001           |
| Bester Tänzer                   | Årets Danser                  | 1999           |
| Bester Regisseur                | Årets Instruktør              | 1999           |
| Bester Bühnenbildner            | Årets Scenograf               | 1999           |
| Bester Dramatiker               | Årets Dramatiker              | 1999           |
| Bester Kindertheatervorstellung | Årets Børneteaterforestilling | 1999           |
| Beste Oper                      | Årets Opera                   | 1999           |
| Bestes Musiktheater/show        | Årets Musikteater/show        | 1999           |
| Beste Tanzvorstellung           | Årets Danseforestilling       | 1999           |
| Beste Sonderleistung            | Årets Særforestilling         | 1999           |
| Talentpreis                     | talentpriser                  | 1999           |